# 程序模擬

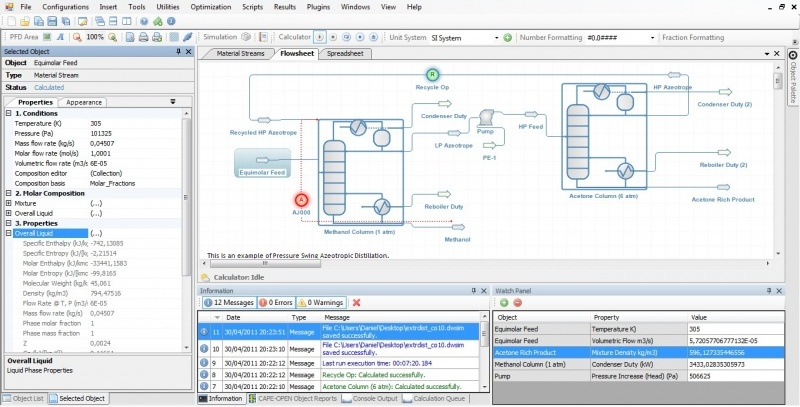
程序模擬軟體的介面截圖（DWSIM）。

程序模擬（英語：process simulation）係用於技術程序（如化工廠、化學程序、環境系統、發電廠、複雜製造操作、生物程序以及類技術功能）的設計、開發、分析與優化等。

## 簡介

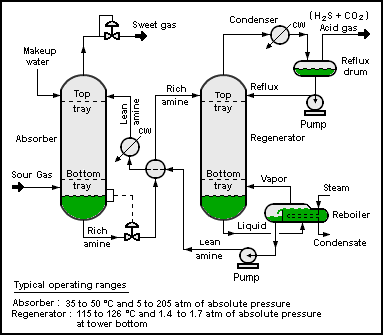
典型工業胺處理程序流程圖。

程序模擬是在軟體中基於模型來描述化學、物理、生物、其他技術程序與單元操作等。基本先決條件是針對純組分、混合物、化學反應的物理和化學性質以及可用於模擬計算的數學模型進行統整性的了解。
程序模擬軟體以程序流程圖描述化學程序，流程圖中標示各操作單元和物流流向。模擬軟體需求解質量和能量守恆以獲得穩定的操作條件。程序模擬的目標即尋找最佳的操作條件。本質上，這是一個以迭代求解的優化問題。
程序模擬依賴各類模型進行計算，模型引進近似值與假設，但允許描述大範圍溫度與壓力下的性質，而這些性質並未包含在實際數據之中。模型亦允許在一定範圍內進行內插與外插，並允許獲取已知屬性範圍之外的條件。

## 穩態和動態程序模擬
早期程序模擬被運用於計算穩態程序。穩態模型描述一個靜態程序（處於平衡狀態）的質量和能量守衡。
動態模擬是穩態程序模擬的延伸，透過導數項將時間相關性置入模型中，如質量或能量累積等。動態模擬的出現意味著真實程序的即時時間相關描述、預測和控制已可被實現。動態模擬包含工廠啟動與停機以及反應、滯留量、熱變化等等狀態的變動。
動態模擬相較於穩態模擬，需要更長的計算時間以及更複雜的數學計算；可被視為一個重複多次且參數不斷變化的穩態模擬（基於一個固定的時間步長）。
動態模擬可以在線和離線兩種方式使用。